# Liu Zhiyu
Liu Zhiyu (chinesisch 刘治宇; * 5. Januar 1993 in Shenzhen) ist ein chinesischer Ruderer. Er wurde 2019 Weltmeister und 2021 Olympiadritter.

## Sportliche Karriere
Der chinesische Doppelvierer mit Ma Jian, Liu Zhiyu, Liu Dang und Zhang Quan belegte bei den Weltmeisterschaften 2014 in Amsterdam den vierten Platz. Im Jahr darauf erreichten die Chinesen bei den Weltmeisterschaften 2015 nur das C-Finale und verpassten damit auch die direkte Olympiaqualifikation für 2016. In der letzten Qualifikationsregatta 2016 in Luzern belegte der chinesische Doppelvierer den fünften Platz, nur die beiden besten Boote qualifizierten sich für die olympische Regatta; die spätere Disqualifikation des russischen Doppelvierers änderte für die Chinesen nichts.
2017 belegte der chinesische Doppelvierer den 13. Platz bei den Weltmeisterschaften in Sarasota. 2018 trat Liu Zhiyu im Weltcup im Vierer ohne Steuermann und im Achter an, an den Weltmeisterschaften nahm er nicht teil. 2019 traten Liu Zhiyu und Zhang Liang im Doppelzweier an und gewannen den Weltcup-Auftakt in Plowdiw. Nach einem siebten und einem zwölften Platz in den beiden weiteren Weltcup-Regatten gewannen die Chinesen den Titel bei den Weltmeisterschaften in Linz-Ottensheim. Bei den Olympischen Spielen in Tokio erhielten die beiden die Bronzemedaille hinter den Booten aus Frankreich und den Niederlanden. Bei den 2023 ausgetragenen Asienspielen 2022 in Hangzhou gewann er im Doppelzweier mit Zhang Liang die Goldmedaille. Bei den Olympischen Spielen 2024 in Paris trat Liu Zhiyu im Doppelzweier mit Sulitan Adilijiang und belegte den elften Platz.